# Феттинг, Александр Петрович
Александр Петрович Феттинг (нем. August Alexander Wilhelm Fetting; 1823—1896) — инженер путей сообщения, тайный советник.

## Биография
Родился 6 (18) января 1823 года в Нарве Санкт Петербургской губернии в семье П. И. Феттинга.
С 1839 года учился в Институте Корпуса инженеров путей сообщения; 9 июня 1842 года был произведён в прапорщики, 6 мая 1843 — в подпоручики. В 1844 году был выпущен из института в Корпус инженеров путей сообщения с производством в поручики. В 1846—1851 годах служил в XI округе путей сообщения (управление в Могилёве); 6 октября 1851 года был произведён в капитаны и в следующем году был переведён в Киевское управлении Х округа путей сообщения. Первоначально находился в Житомире; с 17 апреля 1858 года — подполковник. В 1857—1859 годах был помощником начальника работ по строительству Киево-Брестского шоссе. Затем, с 24 февраля 1863 года по 1867 год был одним из руководителей строительства первого каменного Двинского моста в Витебске через реку Западная Двина; 16 ноября 1867 года, Высочайшим приказом, был переименован в коллежские советники, со старшинством с 9 июля 1859 года; 28 апреля 1870 года произведён за выслугу лет в статские советники со старшинством с 16 ноября 1868 года.
С 1870 года был назначен правительственным инспектором Орловско-Витебской железной дороги; одновременно, с 1873 года был членом (по должности) статистического комитета Смоленской губернии. С 7 апреля 1879 года состоял в чине действительного статского советника. С 1889 года был инспектором Витебско-Царицынской железной дороги в Витебской губернии.
Умер 6 (18) августа 1896 в Витебске. Похоронен в имении Михалово, которое принадлежало его дочери Зинаиде Диттмар.

## Награды
- орден Св. Станислава 3-й ст. (17.04.1857)
- орден Св. Анны 3-й ст. (23.04.1861)
- орден Св. Станислава 2-й ст. (27.03.1867; императорская корона к ордену — 17.04.1870)
- орден Св. Владимира 4-й ст. (06.11.1867)
- орден Св. Анны 2-й ст. (28.04.1872)
- орден Св. Владимира 3-й ст. (13.04.1875)
- орден Св. Станислава 1-й ст. (28.03.1882)
- орден Св. Анны 1-й ст. (1888)

## Семья
Был женат на Елене Михайловне Трухачовой. Их дети:
- Елизавета (21.04.1852—06.11.1935, Рига), с 24 августа 1874 года замужем за химиком Петром Генрихом Адольфом фон Дитмаром
- Зинаида (род. 19.08.1853), была замужем за сыном генерал-майора, Карлом Егоровичем Диттмаром (1843—1884). Их внук — Владимир Георгиевич Дитмар
- Александр (13.11.1856—04.06.1915, Воронеж)[3], чиновник для особых поручений при управляющем Юго-Восточных железных дорог в Воронеже
- Евгения (род. 05.05.1864 — до 1917)
- Георгий род. 08.02.1866)
- Владимир (род. 14.04.1869), участник Белого движения в составе ВСЮР[4]
- Елена (25.09.1870—01.04.1939, Туапсе), замужем за Сергеем Александровичем Сементовским, сыном А. М. Сементовского
- Сергей (род. 02.11.1872 — после 1931), в 1911 году — контролёр движения 5-го отделения агентов управления Владикавказской железной дороги
- Анатолий (род. 19.03.1876 — после 1917)